# West Salem (Wisconsin)
West Salem is een plaats (village) in de Amerikaanse staat Wisconsin, en valt bestuurlijk gezien onder La Crosse County.

## Demografie
Bij de volkstelling in 2000 werd het aantal inwoners vastgesteld op 4540. In 2006 is het aantal inwoners door het United States Census Bureau geschat op 4731, een stijging van 191 (4,2%).

## Geografie
Volgens het United States Census Bureau beslaat de plaats een oppervlakte van 6,2 km², geheel bestaande uit land.

## Plaatsen in de nabije omgeving
De onderstaande figuur toont nabijgelegen plaatsen in een straal van 16 km rond West Salem.